# Wendelin Heene

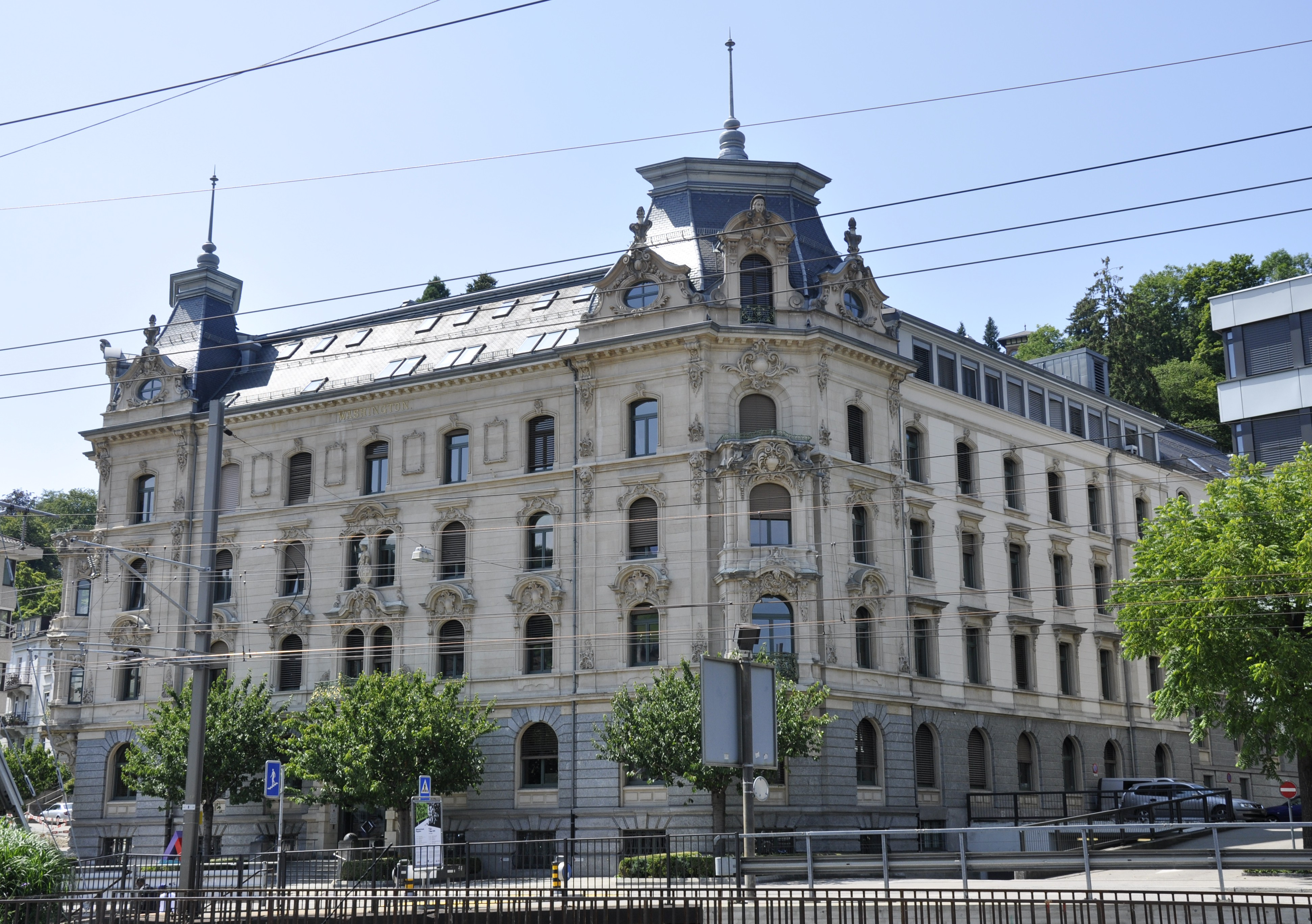
Das späthistoristische Washingtonhaus, St. Gallen, 1892

Wendelin Heene (* 14. März 1855 in Schönlinde; † 11. Februar 1913 in St. Gallen) war ein Schweizer Architekt. Als Bauunternehmer plante und errichtete er wichtige Bauten im St. Gallen der Wende zum 20. Jahrhundert.

## Ausbildung
Wendelin Heene stammte aus Nordböhmen. Er besuchte neben einer Maurerlehre, die er fünfzehnjährig begann, in den Wintern gleichzeitig die Gewerbeschule in Zwickau und bekam eine Bautechnikerausbildung in Dresden. Von 1872 war er als Bauführer in Wien tätig. Dann liess er sich zur Anstellung im Architekturbüro des Bauunternehmers Forster in St. Gallen nieder. Dorthin kam er 18-jährig oder auch erst 1880. Mit dessen Sohn Carl Forster gründete er ab 1888 ein gemeinsames Geschäft, nach dessen Ausscheiden 1893 führte er es alleine weiter.
In dem wirtschaftlichen Umfeld der Blüte der St. Galler Stickerei konnte Heene eine Vielzahl an Stickereifabriken, Geschäfts- und Wohnhäusern errichten. Indem er als Baumeister-Architekt, der an den Projekten oft auch als Unternehmer mitbeteiligt war, insgesamt einen grossen Einfluss auf den Bauprozess besass, zeichnen sich seine Bauwerke häufig durch sorgfältige Materialwahl und sehr stabile Konstruktionsweise aus, Heene gilt laut seinem Biografen Heilig als lokal bedeutendster Architekt des Jugendstils.
Sein architektonisches Werk, dessen plastische Durchformung, Ornamentik und architektonische Ordnung zunächst vom Ringstrassenstil geprägt gewesen sei, nahm er Ende der 1890er Jahre den Stil der Stickereikontore vorweg, mit grossen Fensterflächen und Reduktion der Wand auf die lastenden Pfeiler.
Heene baute neben seinem Tätigkeitsschwerpunkt St. Gallen ausserdem in Flawil, Degersheim, Arbon, Hohenems, Heerbrugg und anderen Orten. Nachdem er ab 1902 Krankenhausaufenthalte und Kuren machen musste, starb er 1913 an Influenza.

## Werke (Auswahl)

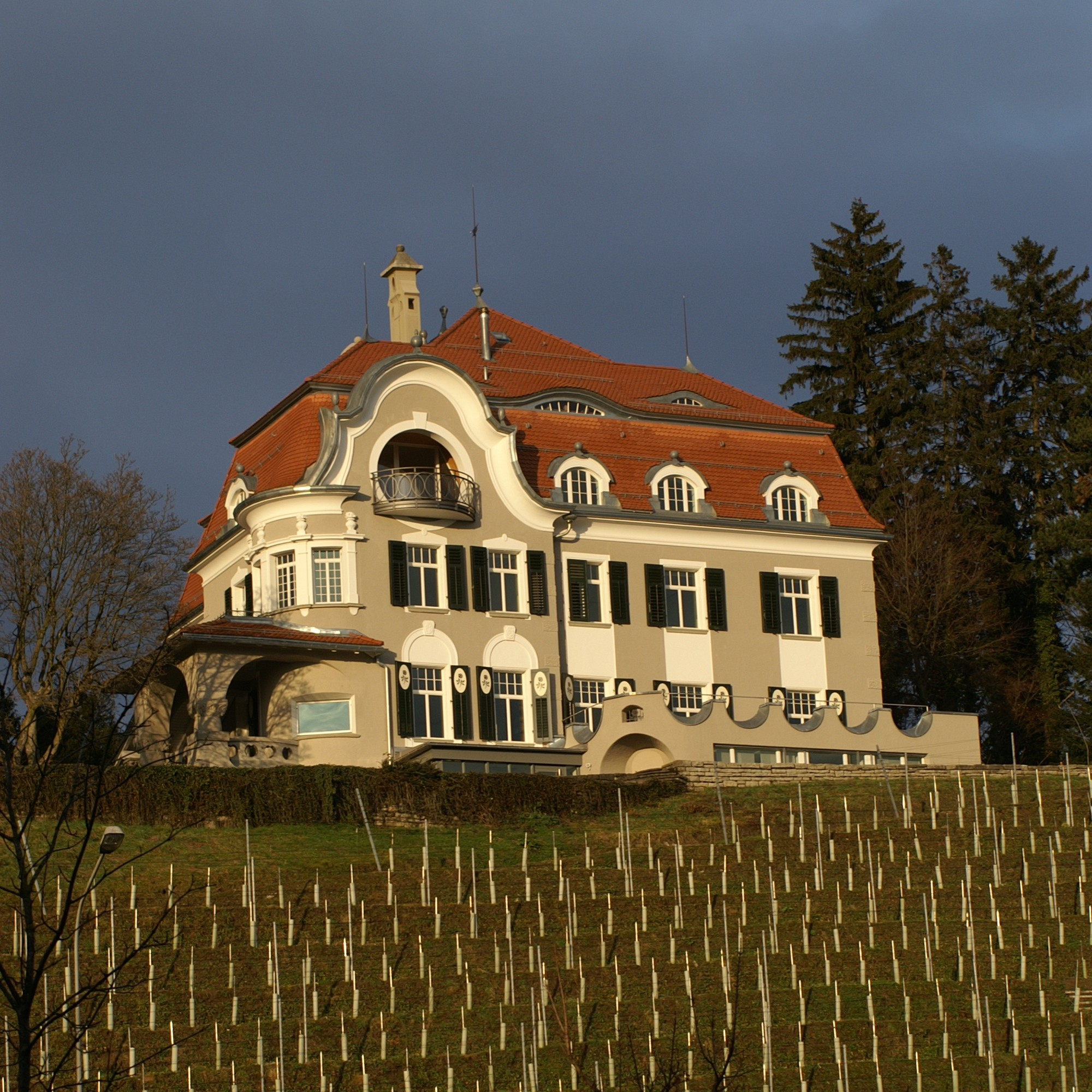
Villa Schmidheiny, auf der Liste der Kulturgüter in Balgach

- Geschäftshaus Unionbank, St. Gallen, 1891.
- Wohn- und Geschäftshaus Washington, St. Gallen, 1892.
- Katholisches Gesellenhaus, St. Gallen.
- Stickereifabrik Arnold B. Heine, Arbon, 1898–1908 (Hauptteil 1990 abgebrochen).
- Geschäftshaus Bersinger, St. Gallen, 1900.
- Geschäftshaus Zur Waage, St. Gallen, 1904.
- Villa Schmidheiny, Heerbrugg, 1904 (Liste der Kulturgüter in Balgach).
- Geschäftshaus Schuster & Co, St. Gallen, 1906–1908.
- Stickereifabrik Neuburger & Co, St. Gallen, 1906.
- Schulhaus Buchental, St. Gallen, 1907.
- Geschäftshaus Toggenburg, St. Gallen, 1909.
- Villa Schönbühl, St. Gallen, 1910.